# Яндылетково
Яндылетково (мар. Яндылет) — деревня в Оршанском районе Республики Марий Эл. Входит в состав Великопольского сельского поселения.

## География
Находится в северной части республики Марий Эл на расстоянии приблизительно 15 км по прямой на юг-юго-восток от районного центра посёлка Оршанка.

## История
Известна с 1795 года как деревня Малый Ошлангер с населением 17 душ мужского пола. В 1847 году — 14 дворов, 92 жителя. С 1887 года деревня Малый Ошлангер стала называться Яндылетково. В 1905 году здесь в 28 дворах проживали 216 человек, в 1915 году в 33 хозяйствах — 259 человек, мари, в 1925 году в деревне насчитывалось 43 хозяйства, проживали 212 человек. В 1940 году в деревне значилось 199 жителей, в 1978 году в 34 домах проживали 150 человек. В 2003 году в деревне значилось 28 домов. В советское время работали колхозы «Тумер», имени Ленина и имени Шкетана.

## Население
Население составляло 84 человека (мари 100 %) в 2002 году, 78 в 2010.